# 交響曲第14番 (ショスタコーヴィチ)
交響曲第14番 ト短調 作品135は、ドミートリイ・ショスタコーヴィチが作曲した交響曲である。

## 概要
この曲において、調性はあまり機能していないが、前半ではト短調が認められる。
11の楽章から構成される。ソプラノとバスの独唱がついており、マーラーの交響曲『大地の歌』との類似性が指摘されている。歌詞は、ガルシア・ロルカ（スペイン）、ギヨーム・アポリネール （フランス）、ヴィリゲリム・キュヘルベケル（ロシア）、ライナー・マリア・リルケ（ドイツ）の詩によるもので、いずれも死をテーマとしている。初版はキュヘルベケルによるロシア語の第9楽章以外も全てロシア語訳であったが、その後2回改訂した際にオリジナルの詩の言語に再翻訳されており、オリジナルの詩とは細部が異なる（CDなどではオリジナルの詩が取り上げられることが多く、楽譜とは異なる場合も多い）。
無調、十二音技法、トーンクラスターなどの当時のソビエトでは敬遠されていた前衛技法が、ショスタコーヴィチなりに消化した手法で用いられていることが特筆され、前述のマーラー、ムソルグスキー、ブリテンなどショスタコーヴィチ自身が好んだ作曲家の影響が見られる。また楽器編成は弦楽合奏と打楽器 (ただし打楽器は各楽章によって分けられている) のみという特殊なものとなっている。なお、この曲はブリテンに献呈され、ブリテンによって1970年のオールドバラ音楽祭にて英国での初演がなされている。

## 初演
1969年9月29日、ルドルフ・バルシャイ指揮　モスクワ室内管弦楽団
- ソプラノ: マルガリータ・ミロシニコワ、 バス: エフゲニー・ウラジミロフ

### 初演時のエピソード
この曲の作曲のきっかけは、ショスタコーヴィチが1962年に『死の歌と踊り』の管弦楽向けの編曲を行ったことに由来する。ショスタコーヴィチは体調の悪化から死を意識するようになり、この作品を一つの集大成とみなし、入院加療中にもかかわらず、4週間でスケッチを完成させた。作曲家は「この作品は画期的なもので、数年間にわたって書きためていた作品はこのための下準備です。」と知人への手紙に書いている。初演前の1969年6月21日には、作曲家自身の強い希望により、モスクワ音楽院小ホールにおいてリハーサルが行われている。
ショスタコーヴィチは、このときのスピーチで「人生は一度しかない。だから私たちは、人生において誠実に、胸を張り恥じることなく生きるべきなのです。」と述べている。
リハーサル中、同席していた共産党幹部パーヴェル・アポストロフが心臓発作で倒れ病院に担ぎ込まれた（1ヵ月後に死亡）。アポストロフがジダーノフ批判でショスタコーヴィチを批判し窮地に追い込んだ事実を知る人々は、ショスタコーヴィチの作品の祟りと噂した。
初演には当初ガリーナ・ヴィシネフスカヤが予定されていたが、多忙でスケジュールが確保できなかったため、初演を急いだ作曲者の希望でミロシニコワが起用された。このことを知ったヴィシネフスカヤが激怒し、ミロシニコワとの関係が悪化、バルシャイの仲介で、初演の1週間後の10月6日のモスクワ初演にヴィシネフスカヤを起用することで、解決を図った。

## 曲の構成
11の楽章から成る。演奏時間は約50分。

### 第1楽章
「深いところから」　Adagio
バス独唱と弦楽合奏。歌詞はロルカによる（露語訳はインナ・トゥイニャーノヴァ）。主題の冒頭はディエス・イレを模したものとされる。更にこの主題は第10楽章で回想される。

### 第2楽章
「マラゲーニャ」　Allegretto
ソプラノ独唱とヴァイオリン独奏、カスタネット、弦楽合奏。歌詞はロルカによる（露語訳はアナトリー・ゲレースクル（1934年-2011年））。

### 第3楽章
「ローレライ」　Allegro molto - Adagio
二重唱と鞭、ベル、ヴァイブラフォン、シロフォン、チェレスタ、弦楽合奏。歌詞はアポリネールによる（露語訳はミハイル・クディノフ―以下同様）。

### 第4楽章
「自殺者」　Adagio
ソプラノ独唱とチェロ独奏と弦楽合奏。歌詞はアポリネールによる。

### 第5楽章
「心して」　Allegretto
ソプラノ独唱とトムトム、鞭、シロフォン、弦楽合奏。歌詞はアポリネールによるもので、兵士とその姉妹の近親相姦をテーマとしたもの。
冒頭のシロフォンは12音からなる音列を奏でる。晩年のショスタコーヴィチが時折用いた十二音技法のショスタコーヴィチ流解釈である。古今東西の12音音列の中でもメロディに富んだ音列のひとつと言える。

### 第6楽章
「マダム、御覧なさい」　Adagio
二重唱とシロフォン、弦楽合奏。歌詞はアポリネールによる。

### 第7楽章
「ラ・サンテ監獄にて」　Adagio
バス独唱と弦楽合奏。歌詞はアポリネールによる。

### 第8楽章
「コンスタンチノープルのサルタンへのザポロージェ・コサックの返事」　Allegro
バス独唱と弦楽合奏。歌詞はアポリネールによる。（イリヤ・レーピンの絵画『トルコのスルタンへ手紙を書くザポロージャ・コサック』に取材して書かれた詩からの引用）

### 第9楽章
「おお、デルウィーク、デルウィーク」　Andante
バス独唱と弦楽合奏。歌詞はキュッヘルベケルによる。

### 第10楽章
「詩人の死」 Largo
ソプラノ独唱とヴァイブラフォン、弦楽合奏。歌詞はリルケによる（露語訳はタマラ・シルマン―以下同様）。

### 第11楽章
「結び」　Moderato
二重唱とカスタネット、トムトム、弦楽合奏。歌詞はリルケによるもので、人生の結びである死の賛美をテーマとしている。曲の最後ではヴァイオリンが10パートに分かれ、激しい不協和音を奏でる。これはリゲティやペンデレツキ等の用いたトーン・クラスターを模したものとされる。

## 楽器編成
- 独唱
ソプラノ、バス
- 打楽器
カスタネット、ウッド・ブロック、トムトム、鞭、チューブラーベル、ヴァイブラフォン、シロフォン、チェレスタ
- 弦楽器
ヴァイオリン10、ヴィオラ3、チェロ3、コントラバス2